# Томас Фіцморіс Фіцджеральд, 2-й барон Десмонд

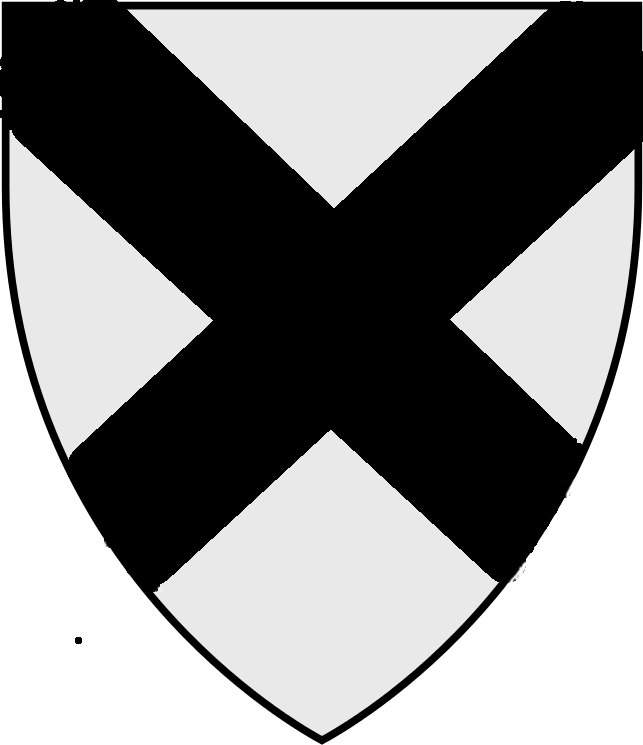
Герб баронів Десмонд.

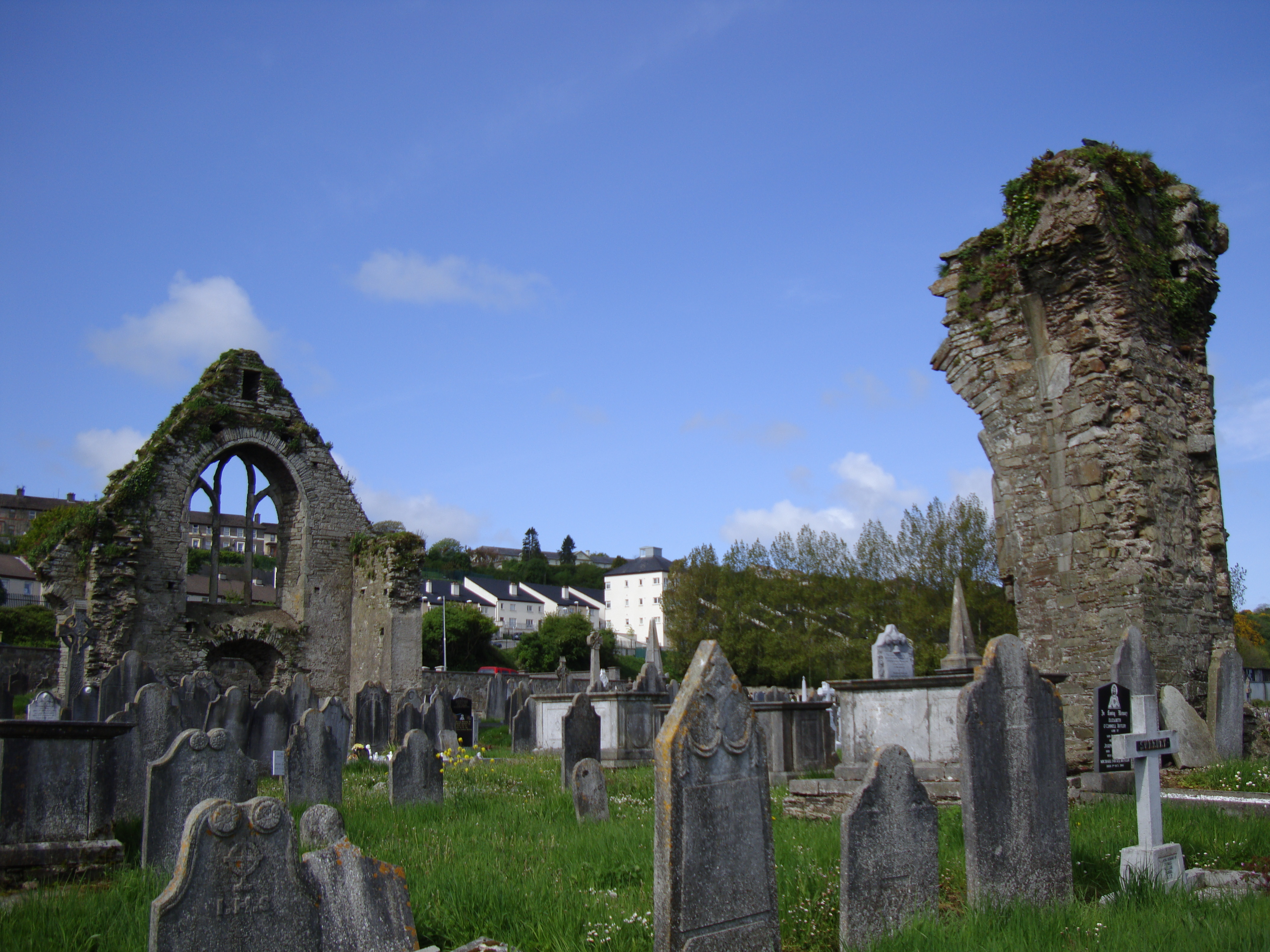
Абатство Норт, Югал.

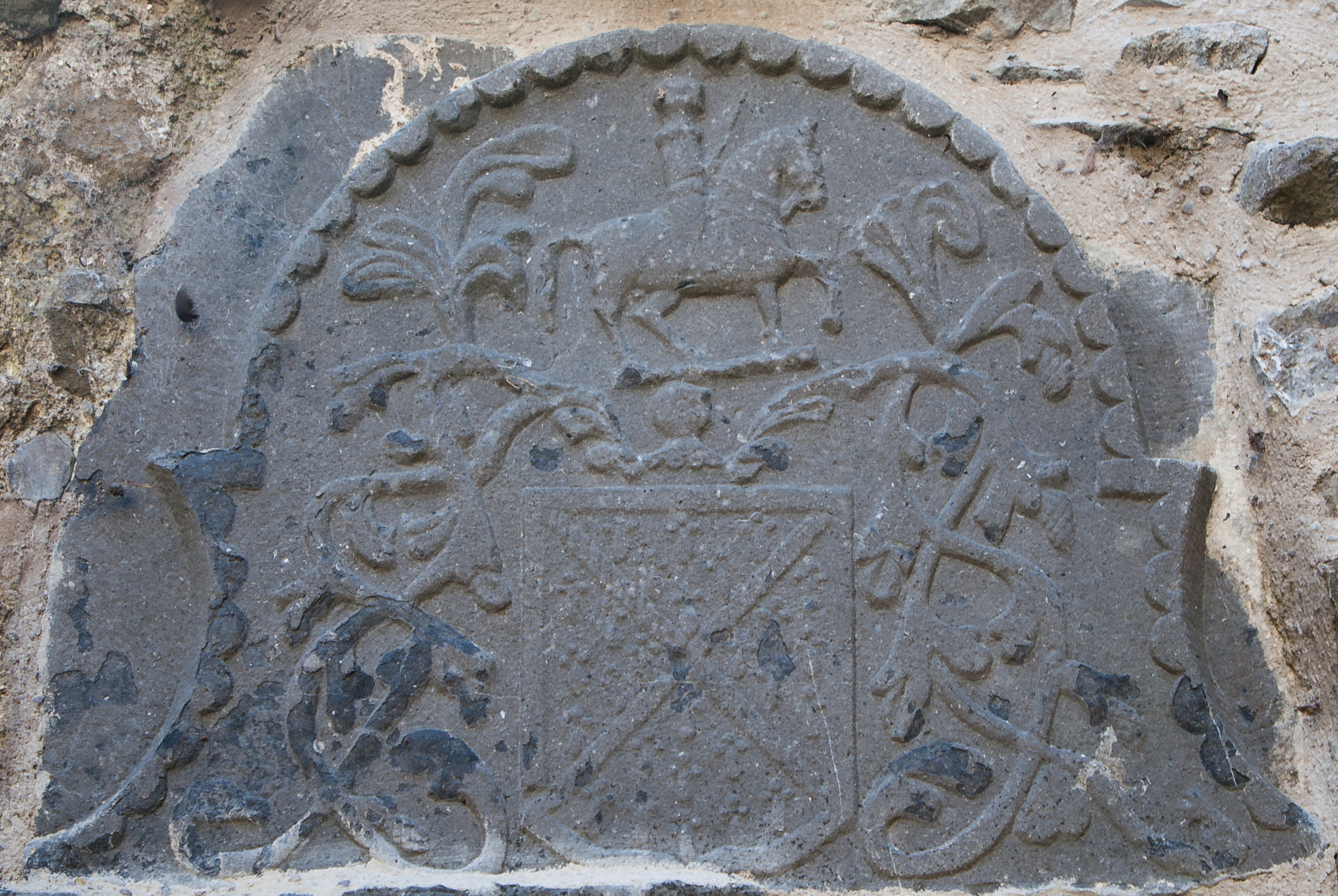
Герб баронів Десмонд в монастирі Буттевант.

Томас Фіцморіс Фіцджеральд (англ. Thomas FitzGerald, 2nd Baron Desmond; ? — 1298) — ІІ барон Десмонд, ірландський аристократ, феодал англо-нормансько-валійського походження.

## Життєпис
Томас Фіцморіс Фіцджеральд був сином Моріса Фіцджона Фіцджеральда, онуком Джона Фіцтомаса Фіцджеральда. Титул барона Десмонд успадкував від свого діда, що загинув разом зі своїм сином в битві з ірландськими кланами МакКарті та О'Салліван. Баронство Десмон (на сході ірландського королівства Манстер) разом з титулом було даровано королем Англії його діду, що власне і спричинило війну з ірландськими кланами. На час загибелі його батька і діда в 1261 році у битві під Калланом Томас був неповнолітнім, тому реальну власність і права він отримав тільки в 1282 році. Тому виникали суперечки щодо оренди землі та права власності.
Альфред Вебб написав історію Томаса Фіцморіса, ІІ барона Десмонд, де зокрема сказав: «Його називали Томас ан-Апа або Томас Сіміакус внаслідок випадку, що був записаний у родоводі баронів Десмонд. Томас лежав в колисці в пелюшках, його залишили одного, його схопила мавпа і понесла на стіни монастиря. Всі перелякано бігали під стінами і боялися, що мавпа скине дитину вниз. Але Боже Провидіння запобігло цій небезпеці, мавпа принесла немовля назад. Тому Томаса і прозвали мавпою…» Ця історія є сумнівною, бо такий самий анекдот розповідають про І графа Кілдер, в замку якого тримали мавп як домашніх тварин. Графи Кілдер теж належали до династії Фіцджеральд. Але Всі Фіцджеральди мають на великому гербі зображення мавпи, що тримає щит із зображення хреста святого Патріка і пояснюють це зображення саме цими подіями.
У 1294 році Томас отримав посаду заступника генерального судді Ірландії (заступника головного юстиціарія Ірландії). Після смерті Вільяма д'Оддінгселеса Томас виконував обов'язки лорда юстиції Ірландії. У 1295 році його викликали на засідання парламенту Ірландії. Помер у 1298 році. Похований в Домініканському пріораті абатства Норт, що біля міста Югал. Цей монастир власне і заснував Томас Фіцморіс у 1268 році.

## Родина
Томас Фіцморіс Фіцджеральд одружився з Маргарет Беркелі. У цьому шлюбі були діти:
- Томас Фіцтомас Фіцджеральд — ІІІ барон Десмонд
- Моріс Фіцтомас Фіцджеральд — IV барон Десмонд, І граф Десмонд
- Джон Фіцтомас Фіцджеральд — сер Джон Атасселла
- Джоан Фіцморіс Фіцджеральд — одружилась з Джоном Кіттоґом — лордом Беррі